# میتومایسین سی
میتومایسین سی (به انگلیسی: Mitomycin C) یک میتومایسین است که به دلیل فعالیت ضدتوموری به عنوان یک داروی شیمی درمانی استفاده می‌شود. این دارو به صورت وریدی برای درمان سرطان‌های دستگاه گوارش فوقانی (به عنوان مثال سرطان مری)، سرطان‌های مقعدی و سرطان پستان و همچنین با تزریق به مثانه برای تومورهای سطحی مثانه تجویز می‌شود. این ماده باعث ایجاد تأخیر در سمیت مغز استخوان می‌شود و بنابراین معمولاً در فواصل ۶ هفته‌ای تجویز می‌شود. استفاده طولانی مدت ممکن است باعث آسیب دائمی مغز استخوان شود. همچنین ممکن است باعث فیبروز ریه و آسیب کلیوی شود.